# Rocky Smith
Rocky Smith (født 23. august i 1983 i Honolulu, Hawaii, Usa) er en tidligere amerikansk bokser i letsværvægt/cruiservægtdivsionen. Hans største modstander har været Allan Green, som han blev slået ud af i 7. omgang. Smith nåede at bokse 19 kampe, med 13 sejre (6 KO) og 6 nederlag.